# Sergei Belov
Sergei Alexandrovich Belov - em russo: Серге́й Алекса́ндрович Бело́в (Nashchyokovo, 23 de janeiro de 1944 — Perm, 3 de outubro de 2013) foi um jogador de basquete da antiga União Soviética.

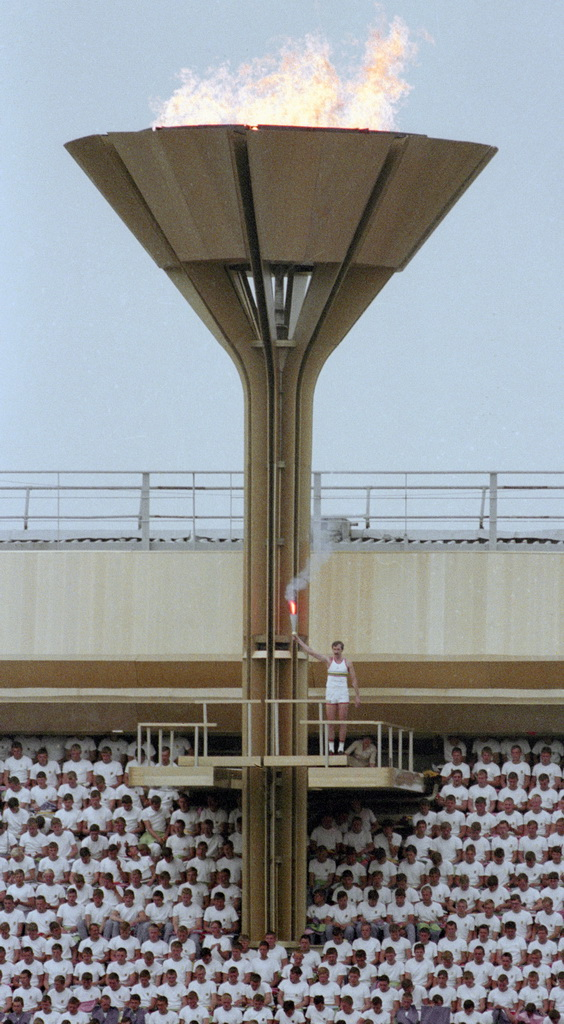
Belov acendendo a pira olímpica dos Jogos de Moscou 1980

Jogou na posição de Ala-armador. Em equipe atuou pelo Uralmash Sverdlovsk e principalmente pelo CSKA Moscou. Pela Seleção Soviética de Basquetebol Masculino conquistou todos os títulos possíveis: campeão olímpico do basquetebol da Olimpíada de Munique de 1972, assinalando 20 pontos na histórica final, onde a URSS venceu os EUA por 51 a 50, interrompendo, assim, a hegemonia estadunidense no esporte. Obteria também medalha de bronze nos Jogos da Cidade do México 1968, Montreal 1976 e Moscou 1980. Também nesta última, foi incumbido de acender a pira olímpica, sendo, até hoje, o único atleta de esportes coletivos a tê-la acendido.
Foi campeão mundial de basquetebol no Uruguai 1967 e em Porto Rico 1974. Pelo EuroBasket foi campeão nas edições de 1967, 1969, 1971 e 1979.
Ao encerrar a carreira de jogador em 1980, iniciou a de treinador do próprio CSKA.

## Honrarias
- Eleito o melhor basquetebolista europeu de todos os tempos pela Federeção Internacional de Basquete (FIBA), em 1991[2]

- Tornou-se membro do Basketball Hall of Fame em 1992[3] e do Hall da Fama da FIBA em 2007.[4]